# Kungu
Kungu är en ort i Kongo-Kinshasa. Den ligger i provinsen Sud-Ubangi, i den nordvästra delen av landet, 900 km nordost om huvudstaden Kinshasa.